# John Zander

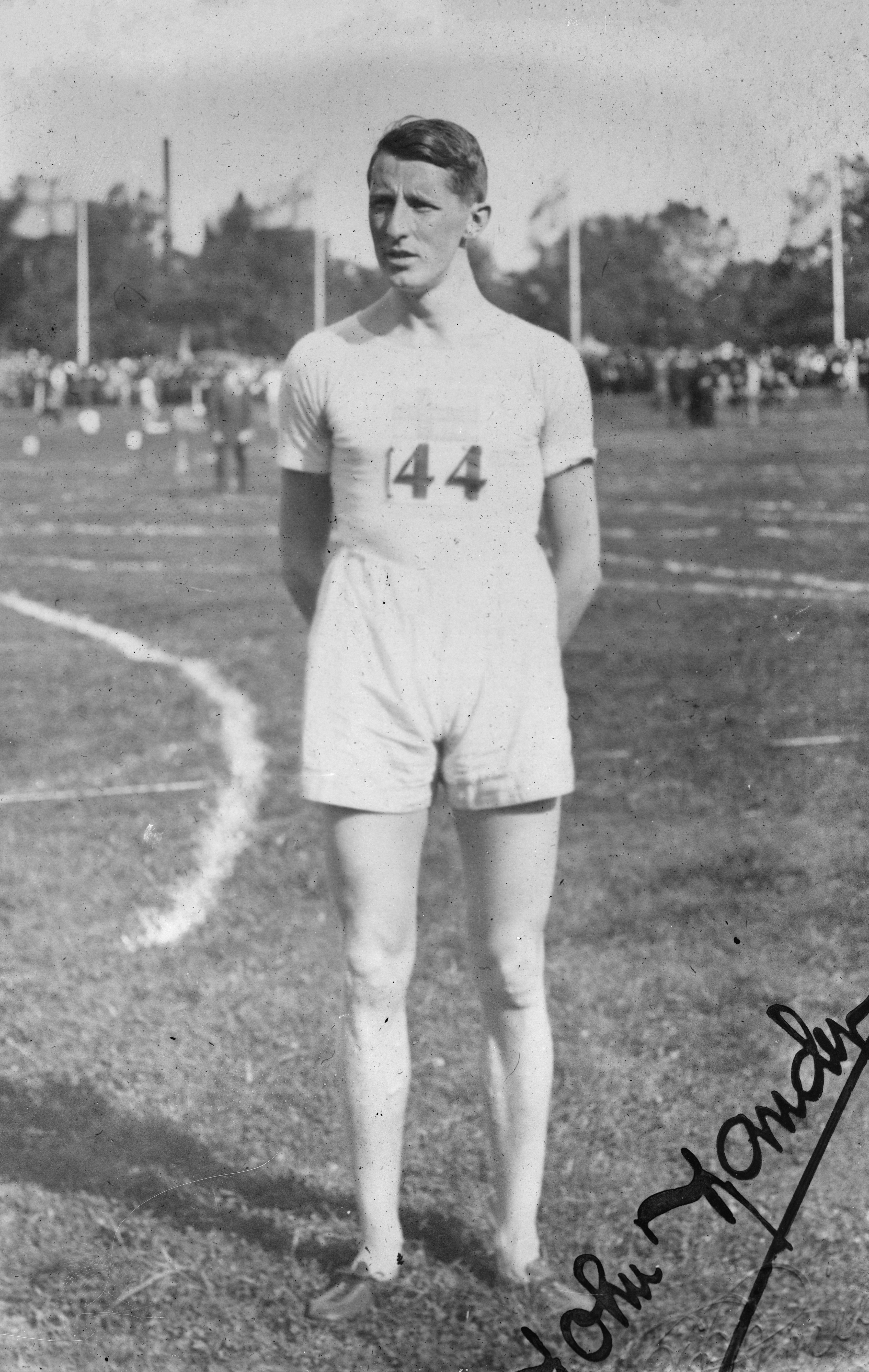
John Zander 1916

John Adolf Fredrik Zander, född den 31 januari 1890 i Adolf Fredriks församling i Stockholm, död den 9 juni 1967 i Engelbrekts församling i Stockholm, var en svensk medeldistanslöpare och idrottsledare. Han tävlade för Mariebergs IK och utsågs 1928 till Stor grabb nummer 24 i friidrott.
Civilt arbetade han på Pensionsstyrelsen i Stockholm, från 1914 och från 1920 som aktuarie där. 
John Zander var åren 1914 till 1918 världens bäste medeldistanslöpare men hindrades genom första världskriget att vinna de internationella framgångar han var värd. Gift 1920 med Britta Engdahl (1893–1977). Makarna Zander är begravda på Norra begravningsplatsen utanför Stockholm.

## Idrottskarriär
När John Zander började tävla som skolpojke var han länge späd och relativt svag, men tränade energiskt och blev slutligen en god farthållare. Framför allt vann han dock många lopp på sin nära 300 meter långa och mycket hårda spurt. 
1912 vann John Zander SM-guld för första gången, på 800 meter. Detta år deltog han också vid OS i Stockholm. Där var han med och tog silvermedalj som medlem i det svenska laget på 3 000 meter laglöpning (de andra var Thorild Olsson, Ernst Wide, Bror Fock och Nils Frykberg). John Zander kom härvid i mål på tionde plats.
1913 vann Zander SM på 800 och 1 500 meter. Han deltog även i de engelska mästerskapen detta år och vann 1 engelsk mil. 
1914 var John Zander med vid de Baltiska Spelen, där han vann både 3 000 meter och 5 000 meter.
1915 vann Zander SM på 1 500 meter och 3 000 meter hinder. Han vann även Dicksonpokalen.
1916 vann han SM-guld enbart på 1 500 meter. Han deltog också i de Svenska Spelen detta år och vann då både 1 500 meter, 3 000 meter, 5 000 meter samt 3 000 meter hinder. Han vann Dicksonpokalen för andra gången.
Den 5 augusti 1917 i Stockholm förbättrade John Zander Ernst Wides svenskt rekord på 1 500 meter till 3.54,7 min vilket också var nytt nytt världsrekord. Han behöll det till 1923 när Edvin Wide sprang på 3.54,2. Den 19 augusti slog han även Mauritz Karlssons svenska rekord på 5 000 meter från 1913 genom att springa på 14.59,6. Vid SM vann han både 1 500 meter och 5 000 meter. Även detta år vann han Dicksonpokalen.
Även 1918 vann Zander vid SM både 1 500 meter (tid 3.59,9) och 5 000 meter (tid 14.57,5). Det senare resultatet innebar även en förbättring av hans eget svenska rekord på sträckan. Rekordet fick han behålla ett knappt år. 16 juni sätter Zander nytt världsrekord på 2 000 meter med 5.30,4 min och 7 augusti nytt världsrekord på 3 000 meter med 8.33,2 min. 1918 vann han Dicksonpokalen för fjärde året i rad.
Efter 1918 års säsong slutade John Zander att tävla. Han övertalades vintern 1919–1920 att på nytt lägga sig i träning inför kommande säsongs OS. En revbensskada gjorde dock att han inte nådde toppform. Han utgick därför i finalen på 1 500 meter. I laglöpning 3 000 meter deltog han i försöken men avstod från finalen.

## Idrottsledare
John Zander hade ett antal poster inom svensk idrottsverksamhet.
Han var 
- medlem i styrelsen i Mariebergs IK åren 1909 till 1923 (vanligen som sekreterare eller vice ordförande)
- medlem i Riksidrottsförbundets Överstyrelse och FU 1921–1933
- ledamot av Idrottsplatskommittén 1922–1933 (vice ordförande 1928–1933)
- ledamot av Svenska Idrottsförbundets styrelse 1921–1927 (vice ordförande 1923–1924)
- ledamot av Stockholms Idrottsförbunds styrelse (vice sekreterare) 1917–1919
- Riksidrottsförbundets ombud i Centralföreningens styrelse 1924–1925 och 1928–1933
- ordförande i Dickson-Klubben 1921–1931
- ordförande i Fredrikshofs IF 1931–1933
- sekreterare i den av regeringen tillsatta idrottssakkunnigkommittén 1921–1922

John Zander medarbetade i en mängd tidningar (som signaturen Miler, Z m. fl.), bl. a. Aftonbladet (sportredaktör 1917–1921), Nordiskt Idrottslif och Idrottsbladet. Han har utgivit Löpning och gång 1918 samt redigerat Svenska Idrottsförbundets jubileumsskrift 1925 och Riksidrottsförbundets 1928. Åren 1925–1927 var han idrottsmedarbetare i radio.